# Per Kågeson
Per Olof Ragnar Kågeson, född 14 april 1947 i Trollhättan, är en svensk författare, forskare, debattör och konsult inom framför allt miljöområdet. Han har en fil.kand. med statskunskap som huvudämne och är fil.dr. i miljö- och energisystemanalys. Läsåret 1964-65 var han utbytesstudent i Massachusetts (AFS). 
Under 1970- och 80-talen var Kågeson en ledande företrädare för kärnkraftmotståndet med böcker som Stoppa kärnkraften (1973) och Rösta nej (1979), den senare författad tillsammans med Björn Kjellström. År 2014 återkom han till energiförsörjningsproblematiken i boken Farväl till kärnkraften? och öppnade då för tanken på nya kärnkraftverk i form av SMR (Small Modular Reactors).
Sedan slutet av 1980-talet är Kågesons arbete huvudsakligen inriktat på transportsektorns miljöproblem med särskild fokus på styrmedel och kostnadseffektivitet. Bland hans böcker inom området finns Getting the Prices Right (1993), Vilken framtid har bilen? (2007) och Klimatmål på villovägar (2019) samt rapporter om styrmedel för att minska sjöfartens miljöpåverkan. Därtill kommer ett stort antal andra rapporter varav många utgivna av Transport & Environment (T&E) i Bryssel. 
Kågeson var ledamot av Energikommissionen 1976-1978 och regeringens miljövårdsberedning 1983-1994 samt av styrelserna för Naturvårdsverket 1988-1995 och Trafikverket 2010-2013. Han var sakkunnig i miljöavgiftsutredningen 1988-1991 och huvudsekreterare i miljöräkenskapsutredningen (SOU 1991:37). 
Kågeson doktorerade 1997 (Lunds Tekniska Högskola) på en avhandling om miljö och ekonomisk tillväxt i OECD-ländera. Han återkom 2016 till ämnet i ESO-rapporten Grön tillväxt under lupp.
I maj 1994 föreslog Per Kågeson för Vägverket att bygga 2+1-vägar med fast mitträcke som ett sätt att till låg kostnad nå hög trafiksäkerhet på vägsträckor med för lågt trafikunderlag för att motivera motorväg. Förslaget mottogs initialt negativt vilket fick Kågeson att publicera en debattartikel om saken. Först 1998, sedan Jan Brandborn tillträtt som GD och Claes Tingvall som trafiksäkerhetsdirektör, prövade Vägverket 2+1 med mitträcke på E4 norr om Gävle, en sträcka som Kågeson framhållit som särskilt lämpad. Det ledde till att Brandborn utsåg Kågeson till ledamot av Vägverkets trafiksäkerhetsråd (1999-2010).
Per Kågeson visade 1998 i en rapport utgiven av T&E vad myndigheterna skulle kunna göra för att förhindra biltillverkare att manipulera motorer så att de känner igen när bilen körs mot en testcykel i syfte att kringgå lagkraven genom att låta bilen ha väsentligt högre utsläpp i verklig trafik. Det var ”cycle-beating” av denna typ som Volkswagen 2015 avslöjades ha utnyttjat i 11 miljoner dieseldrivna bilar. Då hade EU ännu inte ändrat lagstiftningen i den riktning som Kågeson förespråkade 17 år tidigare.
Kågeson var huvudsekreterare i Utredningen om fossilfri fordonstrafik (SOU 2013:84) men såg sig i slutfasen av arbetet tvungen att avgå eftersom han inte kunde acceptera utredarens (Thomas B Johansson) bedömning att utsläppen av koldioxid från vägtrafiken kunde minska med 80 procent till 2030 genom minskad trafik och mycket hög användning av biodrivmedel.
Kågeson var 1970–1982 aktiv medlem i VPK men lämnade partiet sedan partikongressen 1981 med stor majoritet avslagit hans motion om att bryta de vänskapliga relationerna med de kommunistiska diktaturerna. Mellan 1985 och 2008 var Kågeson medlem i Socialdemokraterna.
Per Kågeson var ordförande i Sveriges Författarförbund 1984–1987 och lyckades 1985 träffa ett avtal med regeringen som gav upphovsmännen rätt att förhandla om den statliga biblioteksersättningens storlek.  Han tog också initiativ till inköp av den fastighet på Drottninggatan som blev "Författarnas hus".
2005 gav Kågeson ut den uppmärksammade boken Tid för barn, i vilken han framförde kritiska synpunkter på delar av den svenska familjepolitiken. I uppföljaren Jämställda men inte på mannens villkor och barnens bekostnad (2017) pekar han på möjligheter att förena jämställdhet med god omsorg om små barn.
Kågeson var vice ordförande i Naturskyddsföreningen 1987–1991 och spelade därefter en central roll för utvecklingen av den europeiska tankesmedjan Transport and Environment som ordförande 1992–1996. Kågeson tog 1993 initiativet till Gröna Bilister och 2004 till Föreningen Bilfria Leder. Som ordförande i den senare tog han initiativet till Kattegattleden, Sveriges första cykelturistled av internationell klass. 
Sedan 2006 är Kågeson ledamot av Ingenjörsvetenskapsakademien.
Från 2010 till sin pensionering 2014 var Kågeson adjungerad professor i miljösystemanalys vid Centrum för Transportstudier, KTH.
Per Kågeson är skridskoledare i SSSK, en förening för långfärdsskridskoåkning i Stockholm med 9000 medlemmar. Under sin tid som ordföande i Klubbens säkerhetsgrupp fick han huvudansvaret för föreningens egen analys av den svåra olycka i Ridösundet 2006 i vilken två medlemmar omkom.